# Agnès Souret
Agnès Souret, née le 21 janvier 1902 à Bayonne, et morte le 14 août 1928 en Argentine, est un mannequin, une comédienne et danseuse française. Elle est la première Miss France, élue en 1920, avec le titre de « la plus belle femme de France ».

## Biographie

### Enfance
Jeanne Germaine Berthe Agnès Souret naît le 21 janvier 1902 à Bayonne, au no 32 Remparts Lachepaillet. Elle est la fille illégitime de Marguerite Souret, âgée de 20 ans, danseuse de ballet, originaire du Pays basque, non mariée, domiciliée dans cette même ville. À l'âge de cinq ans, l'enfant est reconnue par sa mère comme l'indique une mention marginale sur son acte de naissance : « Par acte passé devant Nous, Jeanne Germaine Berthe Agnès dont la naissance est constatée ci-contre, a été reconnue pour sa fille naturelle par Marguerite Souret, sa mère à Bayonne le 10 octobre 1907 ».

### Le concours de la plus belle femme de France
En 1920, le concours de « la plus belle femme de France » est créé à l'initiative du journaliste Maurice de Waleffe et du quotidien Le Journal. Agnès Souret envoie donc une photo d'elle, en communiante avec une courte lettre dans laquelle elle écrit : « Je n'ai que 17 ans, dites-moi si je dois traverser la France pour courir ma chance »,. 2 063 candidates se présentent pour les éliminatoires, à l'issue desquelles 49 jeunes femmes sont sélectionnées puis 19 sont finalistes. C'est au cinéma que les spectateurs sont amenés à choisir, avant la projection des films ; ils doivent ensuite envoyer une carte postale par la Poste. Agnès Souret a le teint clair, des yeux bruns et des cheveux châtain et mesure 1,68 mètre. Elle habite avec sa mère le village d'Espelette.
Agnès Souret remporte nettement le concours, obtenant environ 200 000 votes en demi-finale et 114 994 en finale, avec à chaque fois plus du double des voix obtenues par la deuxième. Elle remporte 4000 francs.[réf. nécessaire] Dans Le Figaro, Hervé Lauwick dit d'elle « Le ciel lui avait donné, outre une beauté éblouissante qu'on pouvait ne pas aimer, mais certaine, infiniment de sagesse et de bonté ; elle avait ce don précieux et rare entre tous les dons : un heureux caractère, que nul mouvement d'humeur n'a jamais troublé. Nous ne connaissons guère, pour être dans ce cas, qu'une seule femme illustre par sa beauté, à laquelle on pourrait peut-être en ajouter deux, mais surement pas trois, dans le monde entier. C'est si dangereux d'être trop belle ; et l'orgueil vient si vite au cœur humain ! ». Un autre article affirme que « cette fleur de nos Pyrénées brûlantes, atténuée par les brumes de l'Armorique, réalise l'idéale en demi-teinte qu'on appelle le charme français ».

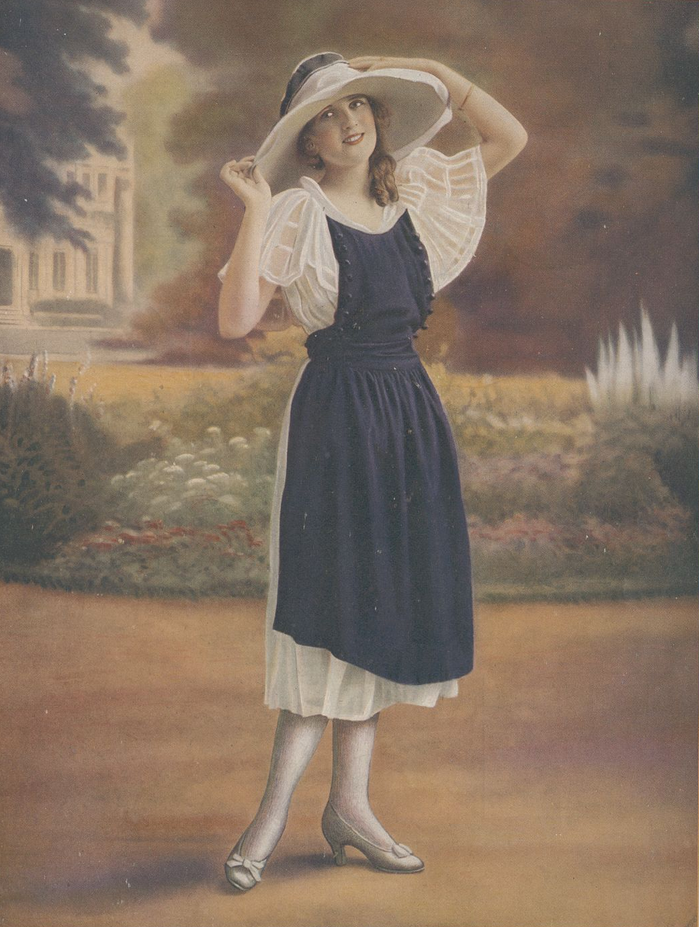
Agnès Souret dans Comoedia illustré du 1er juillet 1920.

### Carrière artistique
Comme son idole Sarah Bernhardt, Agnès Souret rêve de la scène. Sa première tentative au cinéma est un premier rôle dans le film Le Lys du Mont Saint Michel, qui obtient un succès critique et commercial.
Elle travaille alors comme modiste chez Madeleine et Madeleine, puis poursuit sa carrière artistique dans le domaine de la danse en devenant, comme sa mère avant elle, danseuse au ballet de l'Opéra de Monte-Carlo. Elle entre ensuite aux Folies Bergère, à Paris. Pendant ce temps, entre ses revues et tournées, Agnès Souret revient de temps à autre dans son Pays basque natal, où elle aime se promener sur la croisette de Biarritz, à cheval ou avec son chien Cricri. C'est à cette époque que la maison de famille d'Espelette est renommée Ederrena, ce qui signifie « la plus belle ».

### Mort

Tombe.

Alors qu'elle effectue une tournée en Argentine, Agnès Souret meurt d'une péritonite le 14 août 1928,. Pour rapatrier sa dépouille et lui offrir un caveau dans le cimetière d'Espelette, sa mère vend alors tous ses biens, dont la maison Ederrena. Sa sépulture s'orne d'un médaillon du sculpteur Lucien Danglade,.

## Hommages
En 2002, André Darraïdou, maire d'Espelette, prend l'initiative d'inviter l'architecte des Bâtiments de France à venir examiner la tombe d'Agnès Souret, dans le but de la faire inscrire à l'inventaire des monuments historiques. À cette occasion, une fête est organisée sur le thème d'Agnès Souret, avec une exposition sur sa vie,.
En 2023, grâce au combat d’un guide touristique au Pays basque, Jérôme Zapata, la tombe est restaurée. La restauration est votée à l'unanimité par le conseil municipal d'Espelette. Il prépare également l'écriture de sa biographie, dont la sortie est prévue pour octobre 2024 aux éditions Atlantica.

## Commentaires
« Son beau corps si souple, si élégant, ses gestes si gracieux, si chastes, tout en elle permettait la floraison d'une grande artiste. »

— Marcel Périn, en 1929

« La lauréate du premier concours de beauté en France fut, en 1920 je crois, une béarnaise : Agnès Souret. Je sais bien qu'à l'époque la mode n'était pas encore aux jeunes filles "sophistiquées". Mais celle-là manquait vraiment de caractère. Une modiste de sous-préfecture ; et c'est bien à quoi elle continua de ressembler quand on tenta de la produire au music-hall. On promenait cette pauvre fille au-dessus de la salle des Folies Bergère dans une nacelle garnie de roses. Elle avait l'air de ne rien comprendre à ce qui lui était arrivé. Sa carrière au cinéma fut aussi brève, bien qu'un metteur en scène avisé eût découvert qu'elle avait un type propre à interpréter un personnage tiré d'un roman de Delly ! Et puis on apprit qu'elle était morte. À Buenos Aires. Cette petite fille était trop grande pour elle. »

— André de Fouquières

## Filmographie
- 1920 : Le Lys du Mont Saint Michel (court métrage) : Marina Gaël[14]
- 1921 : La Maison des pendus d'Henry Houry
- 1926 : La Tournée Farigoule de Marcel Manchez : la capitaine des girls